# 暗黑街的彈痕
暗黑街的彈痕（暗黒街の弾痕）是1961年的日本警匪片，本片由加山雄三和佐藤允兩人為主角。

## 主要演員列表
- 草鹿次郎：加山雄三
- 須藤健：佐藤允
- 東刑警：三橋達也
- 托米：水野久美
- 小松杏子：濱美枝
- 搜查主任：平田昭彥
- 三木：米基·柯堤斯
- 女歌手：島崎雪子
- 大鳥勇策：河津清三郎
- 志滿明:中丸忠雄
- 小松靜夫:中谷一郎